# Cervisia
Cervisia は KDE における CVS のグラフィカルフロントエンドである。  

## 機能
Cervisia はファイルの追加、削除やコミットといった良く使われる CVS の機能を実装している。より高度な機能にはモジュールのインポートやチェックアウト、ウォッチ対象の追加や削除、ファイルの編集/差戻しやロック/ロック解除、ファイルの注釈ビュー、タグ/ブランチ、衝突の解決/マージや与えられたタグへの更新がある。更に、ファイルのログのツリービューやリストビュー、色で表現されたファイルの状態や xdiff 似のバージョン間のグラフィカルな diff 表示を含むグラフィック機能を持っている。